# Calamintha
Calamintha és un gènere que pertany a la família de les lamiàcies. Hi ha al voltant de 30 espècies, són natives de les regions atemperades del nord d'Europa i Àsia.

## Espècies més destacades
| - Calamintha acinos - Calamintha ashei - Calamintha coccinea - Calamintha dentata - Calamintha grandiflora - Calamintha nepeta - Calamintha officinalis tarongina borda - Calamintha orontia - Calamintha parviflora | - Calamintha purpurascens - Calamintha radicans - Calamintha rotundifolia - Calamintha suavis - Calamintha umbrosa - Calamintha urticifolia - Calamintha varderiensis - Calamintha villosa - Calamintha vulgaris |